# Demetri Mitchell
Demetri Kareem Mitchell, född 11 januari 1997 i Manchester, är en engelsk fotbollsspelare (försvarare) som spelar för Premier League-klubben Manchester United.

## Klubbkarriär
Mitchell inledde karriären i plantskolan Fletcher Moss Rangers men tog tidigt klivet till Manchester United. Chansen på seniornivå skulle komma i slutet av säsongen 2016/2017. Efter ett lyckat positionsskifte, där Mitchell tog klivet ner från yttermittfältare/forward till vänsterback fick han också chansen i Manchester United:s seniorlag.
Han fanns med i truppen mot såväl Tottenham Hotspur som Southampton innan han fick chansen mot Crystal Palace i säsongens sista ligamatch. Vänsterbacken fanns med i startelvan och spelade 90 minuter när Manchester United vann med 2-0 den 21 maj 2017.
Hösten 2017 gick dock utan att Mitchell fick fler chanser i seniorlaget, utan istället höll han till i U23-laget. I januarifönstret 2018 lånades han därför ut till den skotska högstaligan och Hearts, för resten av säsongen.

## Landslagskarriär
Våren 2014 var Demetri Mitchell en del av det engelska landslag som vann U17-EM i Malta. I slutspelet fick han speltid i samtliga tre gruppspelsmatcher men förblev på bänken i semifinalen och finalen.